# Tanques comprados por Hungría
Los tanques comprados por el Reino de Hungría son vehículos adquiridos durante el periodo entre guerras y durante la Segunda Guerra Mundial ante la necesidad de rearmar al ejército húngaro, obteniendo una variada cantidad de tanques italianos, checos, suecos, y alemanes para la defensa del territorio húngaro.

## Del Trianón al rearme
Posterior a la firma del acuerdo de paz de Trianón, el Reíno de Hungría acepta las condiciones del tratado (reducción de las fuerzas armadas y la prohibición de fabricación de unidades acorazadas terrestres), permitiendo la adquisición de vehículos blindados de uso policial y para la defensa de las fronteras. Comprando unidades de prueba como 29M Crossley e 29M Vickers (una unidad de cada una para pruebas en territorio húngaro), sin embargo las prestaciones eran insuficientes para las necesidades del país, llevando a la cancelación de las negociaciones con la empresa Vickers.
Durante la gran depresión de los años 30, la economía húngara quedó gravemente afectada, permitiendo el ascenso de grupos radicales generando caos en la región hasta el ascenso de la influencia alemana y la salida de la crisis económicas permitió estabilidad en el país permitiendo reanudar la búsqueda de nuevo equipamiento militar, siendo las primeras adquisiciones provenientes de Reino Unido (3 Carden Loyd Mk VI), Suecia (10 Stridsvagn fm/21) e Italia (5 Fiat 3000B), para 1933 se logró un mayor acercamiento al mercado de Italia logrando acuerdos de cooperación, logrando la adquisición a través de compra directa en 1934 de 35 tanquetas CV-33 y la licencia de producción renombrado como 35M L3/33 y 37M L3/35. Durante 1938, ante los sucesos acontecidos en Alemania y Austria, y la amenaza de acción por parte de los países vecinos (la Pequeña Entente), el gobierno húngaro inicia un programa intensivo de rearme, rompiendo el tratado de paz.

## Primer programa de rearme húngaro
Durante 1938, el gobierno húngaro al mando del almirante Miklós Horthy ordena reequipar al ejército húngaro en un plazo corto de tiempo, llevando al ejército a colocar 2 líneas de trabajo:
- Producción masiva de tanques de diseño nacional o a través de licencia extranjera.
- Compra directa de equipo disponible.

La causa principal es la amenaza de invasión por parte de la Pequeña Entente: Checoslovaquia, Yugoslavia y Rumanía fundaron una alianza inicialmente para impedir la restauración del Imperio Austrohúngaro al finalizar la Primera Guerra Mundial y neutralizar cualquier amenaza de anexión de cualquier nueva potencia en la región, sin embargo, en 1939 las tensiones disminuye a causa de la invasión alemana a Checoslovaquia generándose la separación de Eslovaquia. Sin embargo, seguían disputas territoriales con Rumanía (Disputa de Transilvania), Eslovaquia (disputas por territorios en Checoslovaquia para obtener frontera Polaco-Magiare), Yugoslavia (obtener territorios pertenecientes a la parte Húngara durante la era Imperial), mantuvo el desarrollo del ejército y el rearme; logrando solucionarse en parte durante el Primer arbitraje de Viena.
Buscando tanques en Checoslovaquia, Suecia, Alemania, e Italia; importando componentes para construir sus tanques de producción nacional. entre los tanques importados fueron:

### Reino de Italia
Se trató de la primera nación en ofrecer diseños de tanques, interesándose en vehículos veloces y tanques ligeros:
- Fiat 3000
- L3/33
- L3/35

### Suecia
Inicialmente, Hungría se interesa los diseños de tanques suecos, mostrando un nivel de desarrollo alto gracias sus innovaciones en sus diseños:
- Landsverk L-60 (versión prototipo)
- Landsverk L-62 (versión prototipo)

### Checoslovaquia
Inicialmente, la industria checoslovaca ofreció diseños de tanques prototipos para la venta de licencias de producción, sin embargo, la anexión por parte de Alemania resultó en la creación de un mercado de venta de equipos de segunda mano:
- Lt vz 38, (posteriormente Panzer 38(t)) versión de venta entre 1941-1943.
- Lt vz T22, (versión prototipo cedido a Hungría, donde se modificó y evolucionó en la serie Turan).
- Lt vz 35, (posteriormente Panzer 35(t)) ofrecido como opción de venta posterior al suceso con Eslovaquia.

### Alemania
Durante 1942-1945, el ejército húngaro se vio con la necesidad de obtener nuevo equipamiento mientras se perdían tanques en combates en el Este, acudiendo a las producciones del Tercer Reich, generándose varios envíos de suministros y unidades acorazadas:
1942
- Panzer I (Ausf. A, Ausf. B, versiones de comando).
- Marder II
- Panzer 38(t)
- Panzer III Ausf. N
- Panzer IV (Ausf. F1, Ausf. F2)

### Francia, «botín de guerra alemán»
Posterior a la derrota de Francia, Alemania capturó una gran cantidad de tanques franceses, siendo vendidos a países clientes y aliados de las fuerzas del Eje, vendiendo a Hungría en 1942 de algunas unidades fueron encuadrados en 2 batallones blindados dentro del 2° ejército Húngaro:
- Hotchkiss H35
- Hotchkiss H39
- Somua S35

La mayoría de las unidades se perdieron por falta de repuestos, daños por desgaste o por combates contra partisanos rusos.

## Segundo programa de rearme húngaro
Después de la destrucción casi total del segundo ejército húngaro por manos soviéticas (después de la Operación Urano y el fracaso en la Batalla de Kursk), las fuerzas húngaras perdieron la mayoría de los tanques, necesitando una urgente reconstrucción de su fuerza acorazada y de estandarizarse a las nuevas tácticas de combate, necesitando la compra de más tanques provenientes de Alemania, mientras se implementara nuevas líneas de producción de nuevos tanques (Turan III y Tas I), complicándose a causa de los bombardeos en 1944 y la invasión y anexión soviética de Hungría, siendo los siguientes:

### Alemania
1944
- Panzer III Ausf. M
- Panzer IV Ausf. H
- StuG III Ausf. G
- Panther Ausf. G
- Panzer VI Ausf. E

1945
- Panzer II Ausf. F
- Panzer IV Ausf. H
- Panther Ausf. G
- Jagdpanzer 38(t)

## Tanques internados en Hungría

### Polonia
Al finalizar la campaña en Polonia en 1939, unidades sobrevivientes del ejército polaco, atravesaron la frontera polaco-húngara para entregarse e internarse en Hungría capturando una diversa clase de vehículos, utilizándolos para entrenamiento y remolcadores de artillería:
- TK3
- TKS
- Renault R35

## Tanques capturados en Hungría
El Reino de Hungría capturó una modesta cantidad de tanques y vehículos acorazados durante sus frentes operativos entre 1939 y 1944, donde fueron analizados (algunos casos aplicaron ingeniería a la inversa) para tomar los atributos de los tanques para aplicarlos en sus mejoras en proyectos, y utilizados como tanques de entrenamiento o modificados para ser tractores remolcadores de artillería

### Eslovaquia
Durante la ocupación de la región oriental de Eslovaquia, se capturaron vehículos en las bases militares, durante la acción solo se capturó 1 tanque.
- Lt vz 35, capturado en la región de Rutenia.

Cuando fue capturado, por sus condiciones fue enviado a la fábrica en la zona de ocupación alemana checa para restaurarlo y utilizarlo como tanque de entrenamiento (reparándolo sin costo con la promesa de comprar más unidades; al final adquiriendo 1 unidad más), hasta 1944, durante el inicio del asedio de la capital Húngara, entraron en servicio para la defensa, perdiéndose en combate (Véase Lt vz 35).

### Unión Soviética
Durante la Segunda Guerra Mundial, el ejército húngaro capturó diversas unidades en los teatros de operaciones donde intervino, siendo parte como unidades de operación de segunda línea en el Grupo de Ejércitos Sur (apoyando al 17° Ejército Alemán) durante la Operación Barbarroja:
- Ocupación de zonas conquistadas
- Destrucción de unidades embolsadas
- Lucha anti-partisana
- Captura y revisión de equipo capturado (La mayoría era originado por la Guerra relámpago alemana, y terminaba en batallones alemanes como usuarios finales)

Donde capturó unidades para revisión y desarrollo de nuevos tanques. Durante 1942 siguió su apoyo durante la campaña al Rostov del Don, y finalmente reforzó el ala norte (Junto al Cuerpo Expedicionario Italiano) de la operación Fall Blau hasta el margen occidental del río Volga (al Norte de Stalingrado).
- BA-6
- T-26 (versión 1933 y 1939)
- T-27
- T-28
- BT-7
- T-34 (versión 76 mm y 85 mm)
- M3 Stuart MK I